# Vergato
Vergato (Vargà in dialetto bolognese montano medio, Varghè in dialetto bolognese cittadino) è un comune italiano di 7 816 abitanti della città metropolitana di Bologna in Emilia-Romagna. Situato a circa 42 chilometri a sud del capoluogo, è facilmente raggiungibile sia in treno, tramite la Ferrovia Porrettana, sia in automobile, grazie alla Strada statale 64 Porrettana, che lo attraversa. È sede amministrativa dell'Unione dell'Appennino Bolognese.

## Geografia fisica
Vergato si trova nell'Appennino bolognese ed è uno dei principali centri abitati della valle del Reno. È posto in una conca alluvionale dove il torrente Vergatello confluisce nel fiume Reno.

## Storia

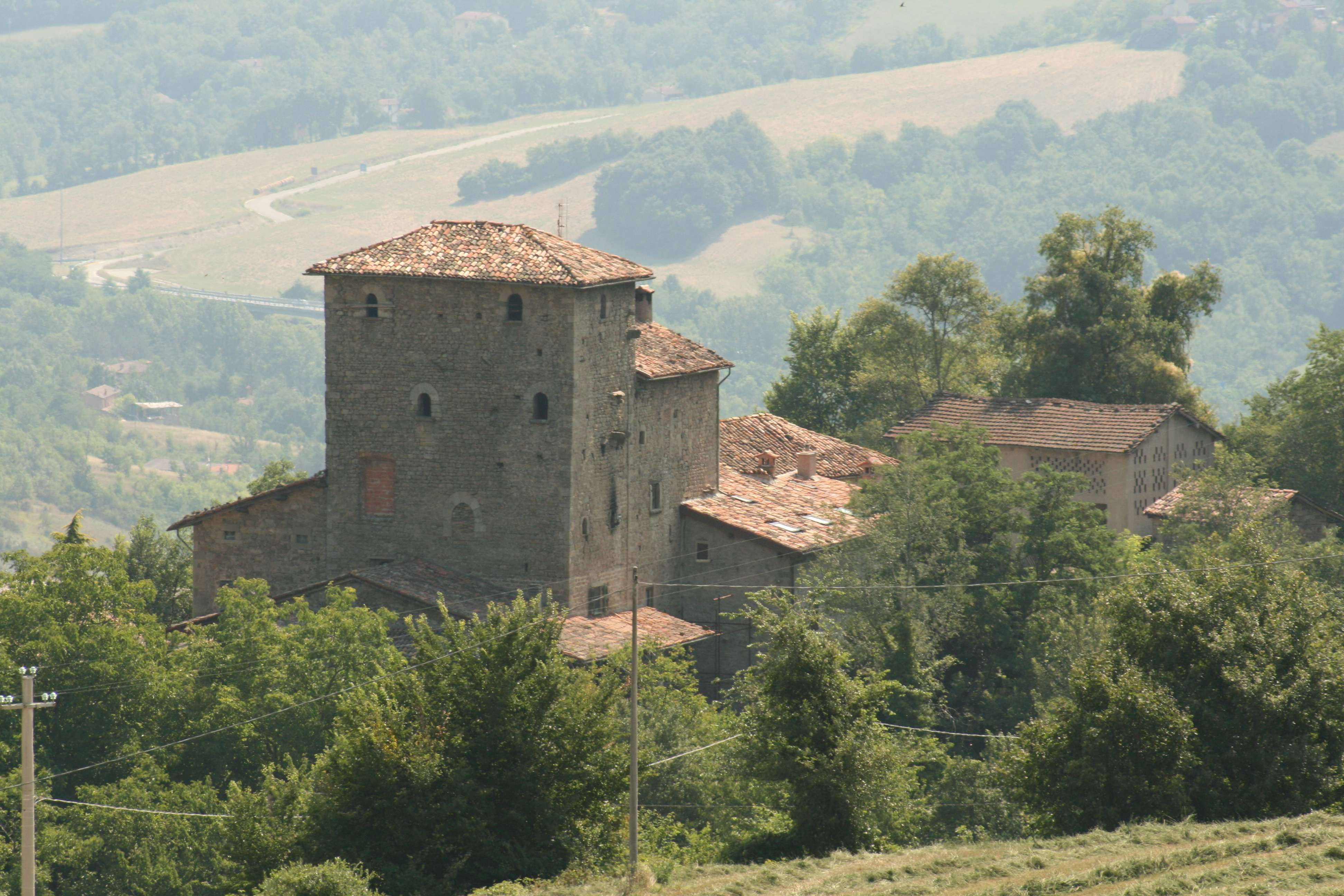
La casa torre del Monzone, in località Montecavalloro, di epoca medievale

Sviluppatasi attorno ad alcune osterie, in cui erano soliti sostare i viaggiatori diretti in Toscana prima di attraversare il Reno, deriverebbe il toponimo dal latino Varegatum, che significa "guado"; non manca però chi lo riporta al latino Virga, "ramoscello verde", o Virgatus, "formato, intrecciato di verghe". Possedimento, verso il secolo XI, dei vescovi di Bologna e di varie casate nobiliari, tra cui i signori del Frignano, i conti Alberti di Prato e Mangona e quelli di Panico, entrò poi a far parte delle proprietà della contessa Matilde di Canossa. Con l'estendersi dell'egemonia bolognese sull'alta valle del Reno anche il Vergatese finì sotto il controllo del capoluogo cittadino, assurgendo ben presto a centro politico e amministrativo di tutta la zona. Sede del capitanato della montagna, all'inizio del XV secolo, mantenne una posizione di preminenza sulle località circostanti anche dopo la venuta dei francesi, sul finire del Settecento, quando divenne capoluogo di distretto. Fu sede di governo durante il restaurato Stato Pontificio e di mandamento dopo l'annessione al Regno d'Italia, nel 1859.

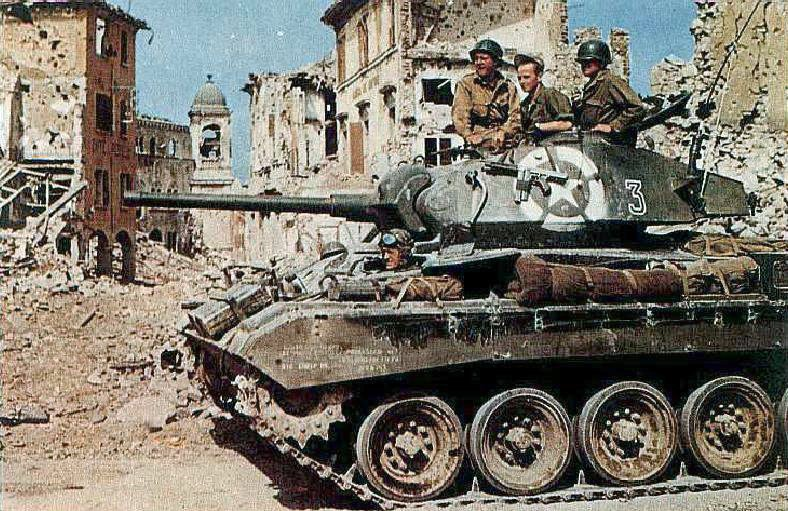
14 aprile 1945: carro armato americano tra le rovine di Vergato

Quasi interamente distrutto dai bombardamenti anglo-americani avvenuti durante la seconda guerra mondiale, Vergato ha visto una graduale ricrescita demografica ed economica negli anni del dopoguerra.
Ancor oggi l'area abitata si sta ampliando e ha sviluppato una nuova zona commerciale e residenziale leggermente decentrata rispetto al centro storico.

### Simboli
Lo stemma e il gonfalone sono stati riconosciuti con decreto del capo del governo del 9 settembre 1937.
La figura del verro, irto di "verghe", allude al nome della località.
Il gonfalone è un drappo di giallo.

## Monumenti e luoghi d'interesse

### Architetture religiose
- Pieve di San Pietro

### Architetture civili
L'architettura rurale fortificata tipica dell'Appennino si ritrova in alcuni borghetti, dove si conservano alcune case torri medievali — come quelle di Monzone, Tolè, Poggio di Susano e Prunarolo — e dettagli architettonici che rivelano l'opera dei Maestri comacini. In località Montecavalloro, la casa torre Costonzo ospitava ben 3 dei 5 medici dell'Appennino ed è indicata tra i monumenti nazionali in provincia di Bologna.
Risalgono invece al Cinquecento Casa Berti e il Casalino.
Si segnalano inoltre: 
- il Palazzo dei Capitani della Montagna, sede dell'amministrazione comunale,  è il monumento storico più significativo dell'alta valle del Reno. Venne ricostruito nel 1885 in stile medievaleggiante su progetto di Alfonso Rubbiani e dell'architetto Tito Azzolini. Il palazzo è noto per le vetrate della sala consigliare, realizzate nel 1998  da Luigi Ontani e per gli stemmi, scolpiti sulla facciata dell'edificio, dei vari capitani della montagna che si sono succeduti nel tempo.[13]
- La statua allegorica realizzata dall'artista vergatese Luigi Ontani che rappresenta, tramite l'allegoria di un fauno che sorregge sulle spalle un putto alato, la vallata che ospita la cittadina ed ha provocato, a causa dello stile, un'aspra polemica di livello nazionale.[14][15]

### Parchi
- Il Pincio di Vergato, realizzato all'inizio del Novecento, ricorda nel nome il Pincio di Roma; ciò si spiega in base ad un fenomeno diffusosi dall'anno 1870, data in cui Roma diviene capitale del Regno d'Italia: per festeggiare l'evento, lungamente atteso dai patrioti risorgimentali, in alcune città italiane sorgono parchi pubblici che richiamano nel nome il Pincio di Roma; oltre al nome, anche le caratteristiche principali prendono a modello il parco romano: panoramicità, abbondanza di sempreverdi, impianto geometrico dei sentieri e, quasi ovunque, una terrazza panoramica per ricordare quella celebre della capitale, alla quale a volte si accede, come a Roma, per mezzo di una scalinata monumentale. Queste caratteristiche sono presenti anche nel Pincio di Vergato, che con la sua terrazza panoramica, decorata da piccoli obelischi, si affaccia verso il Parco della Rimembranza[16].

### Aree naturali
- le grotte di Soprasasso, a Montecavalloro, sono un geosito di rilevanza locale, caratterizzato dai tafoni dovuti all'azione erosiva del vento e dell'acqua di condensazione[17]

## Società

### Evoluzione demografica
Abitanti censiti

### Etnie e minoranze straniere
Al 31 dicembre 2023 la popolazione straniera residente era di 1248 persone, pari al 16,22% della popolazione.

## Cultura

### Musei

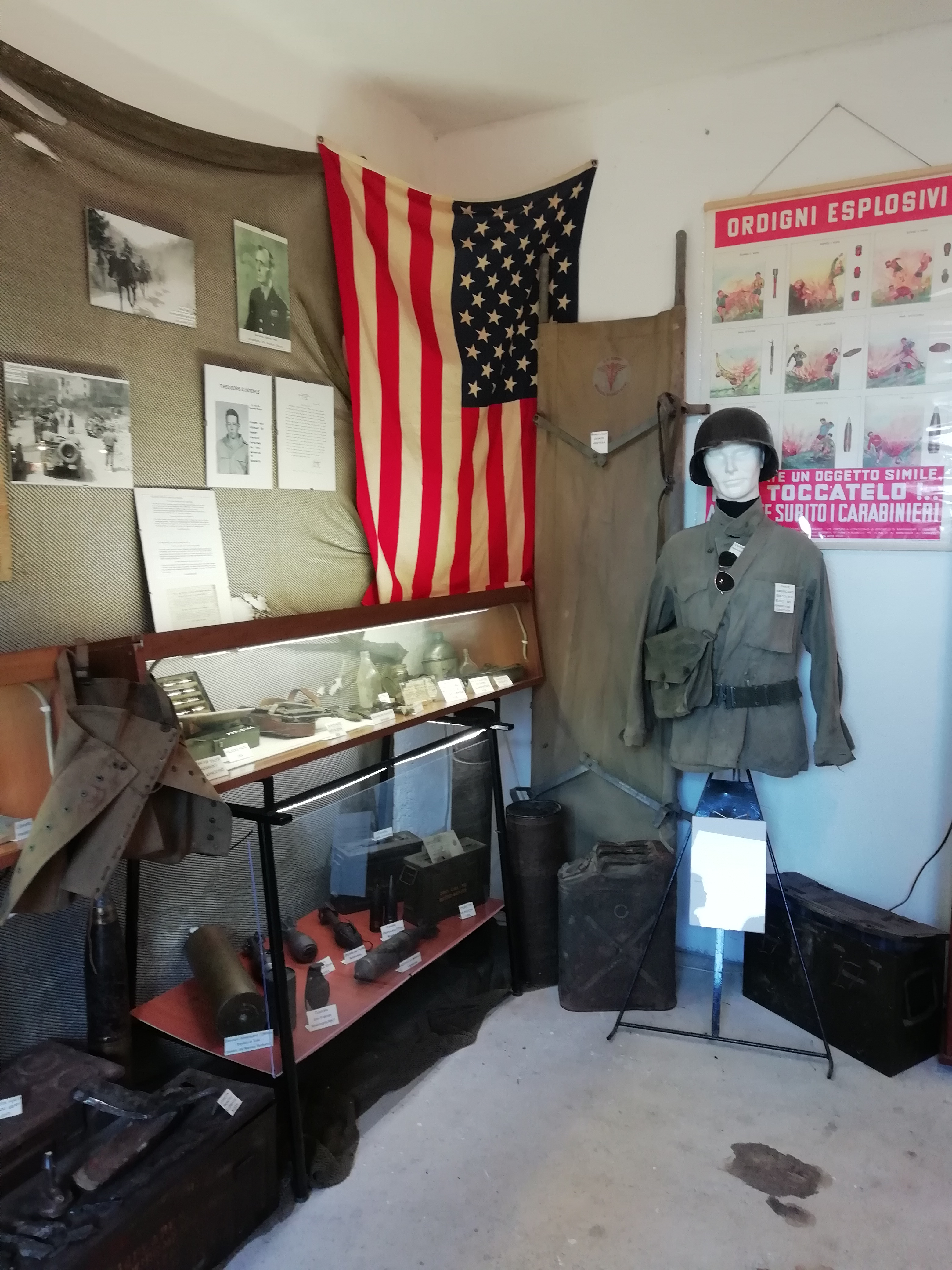
Linea Gotica Tolè

- Museo dei tarocchi, presso la frazione di Riola
- Linea Gotica Tolè, mostra permanente allestita nell'edificio scolastico di Tolè, dedicata alla omonima linea difensiva costruita dai tedeschi in Italia durante la seconda guerra mondiale, raccoglie i cimeli del conflitto che sono stati raccolti nella zona
- MuseOntani, dedicato all'artista Luigi Ontani

## Amministrazione
Di seguito è presentata una tabella relativa alle amministrazioni che si sono succedute in questo comune.
| Primo cittadino      | Partito       | Partito                            | Mandato          | Mandato         | Elezione      |
| Primo cittadino      | Partito       | Partito                            | Inizio           | Fine            | Elezione      |
| -------------------- | ------------- | ---------------------------------- | ---------------- | --------------- | ------------- |
| Corrado Righi        |               | Partito Socialista Italiano        | 17 ottobre 1988  | 17 marzo 1989   |               |
| Vittorio Benini      |               | Partito Socialista Italiano        | 20 marzo 1989    | 24 luglio 1989  |               |
| Roberto Franceschini |               | Partito Socialista Italiano        | 24 luglio 1989   | 10 giugno 1990  |               |
| Renato Scuda         |               | Democrazia Cristiana               | 10 giugno 1990   | 22 ottobre 1992 |               |
| Pasquale Colombi     |               | Partito Democratico della Sinistra | 18 dicembre 1992 | 24 aprile 1995  |               |
| Pasquale Colombi     |               | centro-sinistra                    | 24 aprile 1995   | 14 giugno 1999  | Elezioni 1995 |
| Pasquale Colombi     |               | lista civica di centro-sinistra    | 15 giugno 1999   | 14 giugno 2004  | Elezioni 1999 |
| Sandra Focci         |               | lista civica                       | 14 giugno 2004   | 8 giugno 2009   | Elezioni 2004 |
| Sandra Focci         | 8 giugno 2009 | lista civica                       | 26 maggio 2014   | Elezioni 2009   |               |
| Massimo Gnudi        |               | lista civica di centro-sinistra    | 26 maggio 2014   | 27 maggio 2019  | Elezioni 2014 |
| Giuseppe Argentieri  |               | lista civica di centro-destra      | 27 maggio 2019   | in carica       | Elezioni 2019 |